# Mobile Jugendarbeit
Mobile Jugendarbeit ist ein Arbeitsfeld der Jugendhilfe, das unterschiedliche Handlungsansätze und -prinzipien der Sozialarbeit in einem sozialpädagogischen Handlungskonzept vereint; nämlich: Streetwork, Einzelfallhilfe, Gruppenarbeit und Gemeinwesenarbeit.

## Geschichte

### Entwicklungslinien
Die Entstehung von Mobiler Jugendarbeit (MJA) geht unter anderem zurück auf das Jahr 1967, als dieses Konzept deutscher Sozialarbeit und Sozialpädagogik erstmals in Stuttgart-Freiberg von der Evangelischen Gesellschaft Stuttgart praktisch umgesetzt wurde. Walther Specht war in Deutschland der erste Sozialarbeiter, der mit dieser Aufgabe betraut wurde.
In Ostdeutschland wurde das Konzept nach der Wende mit dem AGAG-Programm (Das Aktionsprogramm gegen Aggression und Gewalt) eingeführt und verankert, nachdem es zu massiven Ausschreitungen von rechtsorientierten Jugendlichen kam.
Zentrale theoretische Bausteine des Grundkonzeptes Mobiler Jugendarbeit sind die Lebensweltorientierte Soziale Arbeit (Lebensweltorientierung) nach Hans Thiersch sowie die Gemeinwesenarbeit. Diese werden ergänzt mit theoretischen Ausarbeitungen von Franz Josef Krafeld zur akzeptierenden bzw. gerechtigkeitsorientierten Jugendarbeit. Weitere theoretische Bausteine sind ebenso die Sozialraumorientierung sowie die verschiedenen Aneignungs- und Raumkonzepte.
Der Sozialwissenschaftler Thomas Meyer unterscheidet drei verschiedene Entwicklungslinien innerhalb des Arbeitsfeldes. Die Mobile Jugendarbeit, die Straßensozialarbeit und die aufsuchende Jugendarbeit Krafeld’scher Prägung. Die MJA ist demnach das von Walter Specht entwickelte Konzept, das sich aus den vier Arbeitsweisen Einzelfallhilfe, Gruppenarbeit, Gemeinwesenarbeit und Streetwork zusammensetzt.

### Begrifflichkeiten
Die Bundesarbeitsgemeinschaft dieses Arbeitsfeldes führt diese Doppelbezeichnung Streetwork/Mobile Jugendarbeit „wohl auch deshalb, um ganz pragmatisch unterschiedlichen Verständnissen gerecht zu werden und nicht dem Feld eine begriffliche Eindeutigkeit überzustülpen“. Dies würde dem Facettenreichtum des Arbeitsansatzes auch kaum gerecht werden. Es finden sich in den Standardwerken der Bundesarbeitsgemeinschaft Streetwork / Mobile Jugendarbeit e. V. daher auch keine deutlichen Definitionen oder Unterscheidungen zu den Begrifflichkeiten, da in der Praxis beides gefunden wird.
Der Dachverband Mobile Jugendarbeit Stuttgart, „das bis heute unstrittige Zentrum Mobiler Jugendarbeit“, spricht ausdrücklich von Streetwork als eines von vier Handlungsfeldern. Walther Specht unterscheidet in seinen Publikationen zwischen einer gemeinwesenorientierten Mobilen Jugendarbeit und einer szene- oder zielgruppenorientierten Streetwork-Arbeit.
Die Pädagogin Christiane Bollig versteht unter Streetwork einen eigenen Ansatz Sozialer Arbeit und unter Mobiler Jugendarbeit ein eigenständiges Arbeitsfeld innerhalb der Jugendhilfe. Die „aufsuchende Arbeit“ definiert sie als Methode, die innerhalb der Arbeitsfelder Streetwork und MJA eingesetzt wird.

## Gesetzliche Grundlagen & Fachstandards
Die gesetzlichen Grundlagen Mobiler Jugendarbeit leiten sich aus § 1 Abs. 3 SGB VIII in Verbindung mit § 9 Abs. 2 und 3 SGB VIII ab und finden ihre Konkretisierung in den § 11 und § 13 SGB VIII.
Mobile Jugendarbeit umfasst also sowohl Leistungen der Jugendarbeit als auch der Jugendsozialarbeit. Sie ist ein lebenswelt- und adressatenorientiertes Angebot der Jugendarbeit nach § 11 mit dem Schwerpunkt präventiver, alltagsorientierter Beratung (§ 11 Abs. 3 Nr. 6 SGB VIII) in Verbindung mit Angeboten, die sich auf Entwicklungsaufgaben und -probleme beziehen, die junge Menschen in Familie, Schule und Arbeitswelt zu bewältigen haben. Ferner ist Mobile Jugendarbeit eine Form der Jugendsozialarbeit gemäß § 13 SGB VIII zur sozialen Integration junger Menschen, die zum Ausgleich sozialer Ungleichheit oder zur Überwindung individueller Beeinträchtigungen in erhöhtem Maße auf Unterstützung angewiesen sind.
Ihre Spezifizierung finden die gesetzlichen Grundlagen in Fachstandards, welche von der Bundesarbeitsgemeinschaft Streetwork / Mobile Jugendarbeit e. V. sowie seitens diverser Landesarbeitsgemeinschaften (LAG) erarbeitet wurden.
Die LAG Mobile Jugendarbeit/Streetwork Baden-Württemberg forderte im Jahr 2019 die Mobile Jugendarbeit im §13 SGB VIII zu verankern, da es sich um ein etabliertes Arbeitsfeld innerhalb der Jugendsozialarbeit handele.

## Adressaten
Die Adressaten nach § 13 SGB VIII werden von Struck beschrieben als:
- Junge Menschen, die auch bei günstiger Lage auf dem Ausbildungsstellen- und Arbeitsmarkt wegen individueller und/oder sozialer Schwierigkeiten, häufig einhergehend mit unzureichender schulischer Ausbildung, nach wie vor keine Ausbildungs- und Arbeitsstellen finden
- Junge Menschen aus Familien ausländischer Arbeitnehmer sowie junge Aus- und Übersiedler aus Osteuropa und Asylbewerber
- Junge Menschen, deren Familien in sozialen Brennpunkten räumlich konzentriert leben und deren Sozialisationschancen reduziert sind
- Junge Menschen, die in finanziellen, persönlichen und sozialen Schwierigkeiten leben und Probleme bei der Wohnraumbeschaffung und -erhaltung haben und
- Mädchen und junge Frauen, die erheblich stärker von Arbeitslosigkeit betroffen sind und spezieller Förderung bedürfen.

In Deutschland können gegenwärtig zwei Typen von Mobiler Jugendarbeit unterschieden werden:
1. Ansätze, die sich an Grundsätzen von Stadtteil- und Gemeinwesenarbeit orientieren (können) und lokalspezifisch stark mitgetragen und verwurzelt sind.
2. Ansätze, die stadtteilübergreifende, regionale oder city-zentrierte Dimensionen und Bedeutungen besitzen.

Beim ersten Ansatz liegt der Schwerpunkt auf der Verhinderung oder Rückgängigmachung von Ausgrenzungs- und Stigmatisierungsprozessen aus einem noch einigermaßen intakten und mobilisierbaren Familien-, Peergroup-, Nachbarschafts- und Wohnviertelmilieu.
Der zweite Ansatz ist wesentlich facettenreicher, spezialisierter und soll durch die Benennung bestimmter Zielgruppen und problematischer Lebenslagen etwas näher gekennzeichnet werden:
- Straßenkinder, Ausreisserkinder aus Familien, Heimen, fremden Städten und Ländern;
- Obdach- und arbeitslose Jugendliche und junge Erwachsene;
- Drogenkonsumierende Jugendliche;
- City-zentrierte Street Gangs, Cliquen, Punks, Skinheads und andere sogenannte Hardliner;
- Fußballfans/Hooligans

Franz Josef Krafeld unterscheidet in seinen Publikationen zwischen verschiedene Formen aufsuchender Jugendarbeit, welche dann jeweils unterschiedliche Adressaten ansprechen.
| Problemorientierter Typus                                                                        | jugendkulturell orientierter Typus | Gemeinwesen-orientierter Typus | hinausreichender oder mobiler Typus                                                                                    |
| ------------------------------------------------------------------------------------------------ | --- | --- | --- |
| Adressaten sind Menschen mit gleichen Problemlagen: Drogenabhängige, Prostituierte, Obdachlose … | Adressaten sind auffällige, meist anstoßerregende Cliquen und Szene                                                                               | Adressaten sind soziale Brennpunkte oder Problemgebiete mit besonderer Konzentration auf dort lebende Kinder und Jugendliche                                           | Adressaten sind Jugendliche, die ergänzend zu jugendhaus-bezogener Arbeit oder in deren Vorfeld erreicht werden sollen |
| Geschichtlich der älteste Ansatz; 1927 Chicago (Banden-kriege)                                   | Steht in Deutschland seit Ende der 1980er Jahre im Mittelpunkt; Ursprung in der Rockerarbeit in den 1960er und 1970er Jahren bzw. Chicago (s. l.) | Entstand in der Blütezeit der Gemeinwesenorien-tierung in den frühen 1970er Jahren, erlebte dann ein „Schatten-dasein“ und wurde Mitte der 1990er Jahre „wiederbelebt“ | Entstand Ende der 1980er/Anfang der 1990er Jahre in den USA (Outreach)                                                 |
| Adressaten haben i. d. R. gleiche Problemlagen; Einzelfallarbeit hat besondere Bedeutung         | Adressaten haben i. d. R. unterschiedliche Problemlagen; Einzelfallarbeit nach Vertrauensaufbau; aktivitätsbezogene Angebote                      | Lebenswelten und -bedingungen verbessern; Kinder & Jugendliche beteiligen                                                                                              | Angebotserweiterung von bestehenden Jugendeinrichtungen                                                                |

Welcher Ansatz vor Ort praktiziert wird, regelt die Bedarfsbestimmung und Zielsetzung innerhalb der Sozialraum- & Lebensweltanalyse in Abstimmung mit der örtlichen Jugendhilfeplanung.

## Aufträge und Ziele
Die Aufträge und Ziele lassen sich auch aus den genannten gesetzlichen Grundlagen ableiten.
Mobile Jugendarbeit/Streetwork als dauerhaftes, belastbares und verlässliches Kontaktangebot in der Lebenswelt junger Menschen hat zum Ziel, die Teilhabe an der Gesellschaft zu fördern sowie ggf. soziale Benachteiligungen abzubauen.
Mobile Jugendarbeit verfolgt somit das Ziel, die Lebenssituation der jungen Menschen nachhaltig zu verbessern und sie in ihrer Entwicklung zu fördern. Ansatzpunkte sind dabei die:
- Lebenssituation jeder/jedes Einzelnen – mit dem Ziel, individuelle Ressourcen zu erschließen, Handlungsspielräume zu erweitern, die Persönlichkeitsentwicklung und Selbstbewusstsein zu fördern und bei der Alltagsbewältigung zu unterstützen
- Spezifischen Situation von Cliquen und Gleichaltrigengruppen – mit dem Ziel, gruppenbezogene Lernprozesse solidarischen Handelns und gegenseitiger Unterstützung auszulösen und zu begleiten
- Strukturellen Lebensbedingungen – mit dem Ziel, die Rahmenbedingungen, die die jungen Menschen vorfinden, zu verbessern.[11]

Grundsätzlich geht es dabei um das Erschließen, Erhalten und Zurückgewinnen von Räumen. Mobile Jugendarbeit/Streetwork setzt dabei auf einen erweiterten Raumbegriff. Räume sind z. B.:
- Handlungsspielräume und Entfaltungsspielräume jeder/jedes Einzelnen
- Öffentliche/materielle Räume (Plätze, Institutionen, Einrichtungen, Spielplätze etc.)
- Metaphorische Räume (Soziale Netzwerke, Beziehungsräume, virtuelle Räume)

## Handlungsfelder und Leistungen
Mobile Jugendarbeit/Streetwork vereint unterschiedliche Handlungsfelder und -prinzipien von sozialer Arbeit, nämlich
- Streetwork,
- Soziale Gruppenarbeit,
- Einzelfallhilfe und
- Gemeinwesenarbeit

innerhalb eines sozialpädagogischen Gesamtkonzeptes.
Ebenso sind Aktivitäten bezüglich der Qualitätssicherung erforderlich.
Die hier genannten Tätigkeitsfelder und Methoden müssen auf Basis einer Sozialraum- und Lebensweltanalyse konzipiert werden.
Unterschiede in der Arbeit sind zum Beispiel zwischen städtischem und ländlichem Raum zu finden. Ebenso sind Spezialisierungen in der Arbeit mit verschiedenen Szenen und Zielgruppen notwendig.
Die Arbeitsfelder und -prinzipien Gemeinwesenarbeit/Sozialraumorientierung und Aufsuchende Arbeit sind grundlegend für den Handlungsansatz von Mobiler Jugendarbeit.
Die im Folgenden beschriebenen Inhalte der Leistungen und Tätigkeitsfelder sind nicht als abschließende Aufzählung zu betrachten.

### Streetwork bzw. aufsuchende Tätigkeiten
- Stadtteil- und gruppenbezogene aufsuchende Jugendsozialarbeit.
- Szenepräsenz.
- Arbeit im natürlichen Lebensraum der Jugendlichen/Lebensraum mit allen damit in Verbindung stehenden Problemen, wie fehlender sozialer Strukturen, Jugend- und Freizeiteinrichtungen.
- Miterleben und Kennenlernen der Lebenswelten.
- Erfassung und Einbeziehung des sozialen Umfeldes der Jugendlichen.

Aus Streetwork entwickeln sich Anknüpfungspunkte für Gemeinwesenarbeit, Einzelfallhilfe und Gruppenarbeit.

### Sozialraum- bzw. lebensweltbezogene Tätigkeiten (Gemeinwesenarbeit)
- Netzwerk- und Gremienarbeit (Ausschüsse, Jugendstammtische, Trägerkonferenzen).
- Zusammenarbeit (Kooperation, Vernetzung, Ressourcenerschließung) mit den kommunalen Ämtern, Institutionen, Einrichtungen und freien Trägern vor Ort und gemeinsame Planung von Aktionen und Veranstaltungen im Gemeinwesen/Erfahrungsaustausch.
- Einbeziehung der Jugendlichen und jungen Erwachsenen in die aktive Gestaltung ihres Umfeldes.
- Lobbyarbeit für die Adressaten (MJA/Streetwork versteht sich als Sprachrohr der jungen Menschen).
- Öffentlichkeitsarbeit; Zusammenarbeit mit den regionalen und überregionalen Medien (Presse, TV, Radio).
- Darstellung und Vertretung des Arbeitsfeldes und der Einrichtung/des Projektes in der Öffentlichkeit (z. B. Flyer, Internet, Broschüren).
- Siehe auch handlungsleitende Arbeitsprinzipien.

### Individuelle, einzelfallbezogene Tätigkeiten (Einzelfallhilfe)
- Individuelle Jugendberatung unter dem Prinzip Hilfe zur Selbsthilfe,
- Hilfe zur Lebensbewältigung bieten,
- Alltagsbewältigung bzw. Unterstützung bei Problemen in den verschiedensten Bereichen (z. B. Schule, Arbeit, Finanzen, Familie, Sucht, Ämter, Polizei und Justiz),
- Biographie-Begleitung,
- Ressourcenaktivierung und -erschließung,
- Möglich sind hierbei Formen von der Kriseninterventionen bis hin zu längerfristigen Begleitungs- oder Beratungsphasen auch in Form eines Case Managements.

### Gruppen-, cliquen- und szenebezogene Tätigkeiten (Gruppenarbeit)
- Ziel ist es, die strukturellen, sozialen und emotionalen Ressourcen von Gleichaltrigengruppen oder Cliquen, ihre Synergieeffekte und Konflikte für ihre selbstbestimmten und selbstgesteuerten Entwicklungsprozesse zu begleiten und zu unterstützen.
- Befähigung der jungen Menschen zur Gestaltung von eigenen Lebensräumen.
- Organisieren von Freizeitaktivitäten und Veranstaltungen mit den Jugendlichen unter sozialpädagogischen Gesichtspunkten.
- Bedarfsgerechte Durchführung von Diskussionen und Foren zu politischen und jugendrelevanten Themen.
- Vorbereitung und Durchführung von sport- und erlebnisorientierten Angeboten und diverse Projekten.
- Gruppenberatung, positives Eingreifen in Gruppendynamiken sowie Gewaltprävention und -intervention.
- Projekt- & Bildungsarbeit.
- Entwicklung sozialer Kompetenzen.

### Qualitätssicherung
- Regelmäßige Teamberatungen und Teamklausuren.
- Inhaltliche und finanzielle Konzeptionen für Freizeitprojekte und Veranstaltungen (Planungs- und Auswertungstätigkeiten).
- Analysetätigkeiten, Dokumentation, Evaluation, Statistiken, Berichte und Zuarbeiten.
- Regelmäßige Evaluation und Fortschreibung der Konzeption in Abstimmung mit dem Träger der öffentlichen Jugendhilfe.
- Teilnahme an externen und internen Seminaren und Lehrgängen, Selbststudium.
- Teilnahme an der Praxisberatung und Supervision, Kollegiale Beratung, Fallbesprechung.
- Interdisziplinäre Vernetzung und Fachaustausch mit anderen Fachkräften.
- Vernetzung mit Landesverbänden.

## Rahmenbedingungen für Mobile Jugendarbeit/Streetwork
Um effektiv und effizient arbeiten zu können, braucht Mobile Jugendarbeit/Streetwork passende Rahmenbedingungen, die durch den Träger der öffentlichen Jugendhilfe und den Projektträger bereitzustellen sind, insbesondere:
- Personelle Rahmenbedingungen (bezüglich: Anzahl, Kompetenzen).
- Strukturelle Rahmenbedingungen (bezüglich: Arbeitsverhältnis, Konzeptionelle Arbeit, Gesamtstruktur, Sozialraum- und Lebensweltanalyse).
- Materiell-technische Rahmenbedingungen (bezüglich: Ausstattung).

Diese werden in zahlreichen fachlichen Standards (z. B. Fachstandards der Bundesarbeitsgemeinschaft Streetwork / Mobile Jugendarbeit (BAG), Fachstandards der Landesarbeitsgemeinschaft Mobile Jugendarbeit/Streetwork Baden-Württemberg, Fachstandards der Landesarbeitsgemeinschaft Streetwork / Mobile Jugendarbeit Bayern e. V.) beschrieben.

## Wirkung von Mobiler Jugendarbeit/Streetwork
Mittels dieser genannten Handlungsfelder und Tätigkeiten leistet Mobile Jugendarbeit/Streetwork Beiträge zur/zum:
- Persönlichkeitsbildung und Lebensbewältigung,
- Einzelfall- und gruppenbezogenen Netzwerkarbeit,
- Unterstützung beim Übergang zwischen Schule und Beruf,
- Besser gelingenden und demokratischen Zusammenleben in Städten und Gemeinden,
- Lokalen Verbesserung der Infrastruktur,
- Demokratischen, informellen und nonformalen Bildung,
- Integration und Partizipation (vgl. Landesarbeitsgemeinschaft Mobile Jugendarbeit/Streetwork Baden-Württemberg 2005, Tossmann u. a. 2007).

Mobile Jugendarbeit/Streetwork trägt dazu bei, das System Jugendhilfe rechtzeitig und bedarfsgerecht für die Adressaten zu öffnen. Sie kann damit einen Anteil an flexiblen und passgenauen Hilfen tragen, die den Lebensweltbezug der jungen Menschen erhalten und somit intensive, ressourcenorientierte und effektive Unterstützung ermöglichen, um gegebenenfalls langjährige so genannte Jugendhilfekarrieren zu vermeiden.
Über konkrete Zielsetzungen, welche auf eine Sozialraumanalyse aufbauen, und eine Qualitätssicherung und -entwicklung innerhalb der regionalen Konzeptionen wird die Wirkung des Arbeitsansatzes spezifischer herausgearbeitet.
Stumpp u. a. (2009) untersuchten die Wirkungseffekte Mobiler Jugendarbeit in Stuttgart. Folgende Ergebnisse konnten in dieser Studie aufgezeigt werden:
- Mobile Jugendarbeit/Streetwork hat messbare, nachhaltige und positive Auswirkungen auf die Biographien der jungen Menschen (z. B. Selbstvertrauen und Persönlichkeit).
- Mobile Jugendarbeit/Streetwork hat messbare Effekte in der aktuellen Biographie (z. B. Verbesserung der Chancen auf dem Arbeitsmarkt).
- Mobile Jugendarbeit/Streetwork ist für die jungen Menschen sinnvoll, nützlich und gut! Die Ehemaligen geben der MJA eine Traumnote. Der Notendurchschnitt liegt bei 1,4.

Als Wirkungsfaktoren wurden folgende Aspekte festgestellt:
- Eindeutiges Differenzierungsmerkmal im Vergleich zu anderen Formen der Jugendhilfe ist die Gewährleistung einer lebensweltorientierten und sozialräumlich verfügbaren integrativen Allround-Unterstützung der Jugendlichen (und vermittelt z. T. auch für deren Eltern).
- Die persönliche Vertrauensbeziehung zu den Mitarbeitern als relevante „andere“ Erwachsene ist ein zentraler Faktor für die Inanspruchnahme der Hilfe.
- Mobile Jugendarbeit ist niedrigschwellig, direkt vor Ort, jederzeit für Jugendliche wie auch Eltern und andere Akteure im Sozialraum ansprechbar.
- Zudem stellt die MJA ein ausdifferenziertes, professionelles Spektrum von Angeboten und Hilfen zur Verfügung: Von der Unterstützung bei individuellen Problemen über Arbeit mit Cliquen bis hin zur Netzwerkarbeit mit verschiedenen Institutionen, von der persönlichen Beratung bis hin zu freizeit- und abenteuerpädagogischen Aktivitäten, die im Leben der Jugendlichen sehr oft etwas ganz Besonderes bedeuten.

Wittmann und Kampermann (2008) führten eine empirische Evaluationsstudie der Angebote von Mobiler Jugendarbeit an 19 Standorten in der Innenstadt und in Teilorten von Stuttgart durch, welche folgende Ergebnisse zeigte:
Die Mobile Jugendarbeit wird aufgrund des Alters, der sozialen Schichtung, Bildung und der illegalen Aktivität ihrer Zielgruppenbeschreibung gerecht und erreicht mit ihren Angeboten sozial benachteiligte und gefährdete Jugendliche.
- Die Mobile Jugendarbeit baut also tragfähige Beziehungen sowohl unter den Jugendlichen als auch zwischen den Adressaten und den Mitarbeitern auf und aus.
- Es besteht eine vertrauensvolle Beziehung zwischen den Mitarbeitern und den Adressaten.
- Die befragten Jugendlichen sehen in ihrer Gruppe eine Unterstützungsfunktion.
- Mobile Jugendarbeit ist der zweitwichtigste Präventionsfaktor aus Sicht der jungen Menschen.
- Die Mobile Jugendarbeit setzt im Rahmen von Clubarbeit an bestehenden Gruppenstrukturen an und baut diese aus.
- Der Vorher-während Vergleich zeigte, dass nach Meinung der befragten Jugendlichen ihre illegale Aktivität tendenziell eher abgenommen oder abgelöst wurde, als dass sie gleich blieb oder zunahm. Unter Vorbehalt kann also festgehalten werden, dass sich das delinquente Verhalten der befragten Adressaten tendenziell reduzierte oder gar abgelöst wurde. Dies wurde von den befragten Jugendlichen unter anderem auf die Mobile Jugendarbeit zurückgeführt. Auch in präventiver Hinsicht scheint die MJA für das Verhalten der befragten Jugendlichen, nach deren Einschätzung, von Bedeutung zu sein.

Diese genannten Wirkungen von Mobiler Jugendarbeit/Streetwork können jedoch nur erreicht werden, wenn seitens aller Beteiligten die Fachstandards eingehalten werden.